# La Forestière
La Forestière ist eine französische Gemeinde mit 206 Einwohnern (Stand 1. Januar 2022) im Département Marne in der Region Grand Est (vor 2016 Champagne-Ardenne). Sie gehört zum Arrondissement Épernay und zum Kanton Sézanne-Brie et Champagne.

## Geografie
La Forestière liegt etwa 90 Kilometer östlich des Pariser Stadtzentrums. Umgeben wird La Forestière von den Nachbargemeinden Châtillon-sur-Morin im Norden, Le Meix-Saint-Epoing im Nordosten, Barbonne-Fayel im Osten, Fontaine-Denis-Nuisy im Südosten, Chantemerle im Süden und Südosten, Bethon im Süden, Nesle-la-Reposte im Südwesten sowie Les Essarts-le-Vicomte im Westen.

## Bevölkerungsentwicklung
| Jahr                       | 1962 | 1968 | 1975 | 1982 | 1990 | 1999 | 2006 | 2011 | 2018 |
| -------------------------- | ---- | ---- | ---- | ---- | ---- | ---- | ---- | ---- | ---- |
| Einwohner                  | 337  | 265  | 227  | 197  | 185  | 205  | 220  | 247  | 213  |
| Quellen: Cassini und INSEE |      |      |      |      |      |      |      |      |      |

## Sehenswürdigkeiten
- Kirche Saint-Barthélemy